# Szende Riedl
Szende Riedl, česky a slovensky Mansvet Riedl, (15. března 1831 Banská Bystrica – 15. října 1873 Budapešť) byl maďarský jazykovědec, literární kritik, redaktor a gymnaziální a univerzitní pedagog. První učitel maďarštiny na filozofické fakultě pražské univerzity (1854–1860), otec literárního vědce Frigyese Riedla.

## Život
Studoval na gymnáziu v Banské Bystrici (1839–1846), v kněžském semináři v Trnavě a Bratislavě (1847–1848), doktorát získal na univerzitě v Jeně (1851, disertace De immortalitate animae humanae).
V letech 1848–1851 se živil jako soukromý učitel maďarského jazyka a filozofických věd, v letech 1852–1854 působil jako suplující učitel na katolickém gymnáziu v Levoči.
V roce 1854 byl jmenován (v historii prvním) učitelem maďarštiny a maďarského obchodního stylu na filozofické fakultě pražské univerzity, kde vyučoval až do roku 1860.
Po svém dobrovolném odchodu z Prahy byl v letech 1861–1866 učitelem na královském katolickém gymnáziu v Pešti.
Působil rovněž na filozofické fakultě univerzity v Pešti. V roce 1863 se stal soukromým docentem srovnávacího jazykozpytu, o rok později zastupujícím profesorem německé řeči a literatury. Od 1. 4. 1866 se stal mimořádným profesorem německé řeči a literatury a 26. 2. 1869 profesorem řádným.
Od 15. 12. 1858 byl dopisujícím členem Maďarské akademie věd, od roku 1863 čestným členem Společnosti finské literatury (Suomalaisen Kirjallisuuden Seura). Angažoval se také v maďarských učitelských spolcích: od roku 1862 ve Spolku maďarských učitelů (Magyar Tanférfiak Társulata), od 1866 v Buda-pešťském učitelském sdružení (Buda-pesti Tanári Egylet), jehož byl tajemníkem.